# Eldingen
Eldingen is een gemeente in de Duitse deelstaat Nedersaksen. De gemeente maakt deel uit van de Samtgemeinde Lachendorf en hoort bestuurlijk bij de Landkreis Celle.
De gemeente Eldingen telt 2.010 inwoners.

## Plaatsen in de gemeente Eldingen
Tussen haakjes het aantal inwoners in 2005.
- Eldingen (995)
- Bargfeld (188)
- Grebshorn (164)
- Heese (54)
- Hohnhorst (258)
- Luttern (83)
- Metzingen (360)
- Wohlenrode (343)
- Ziegelei (68)

## Naburige gemeenten
- Steinhorst (4,5 km)
- Scharnhorst (5,0 km)
- Höfer (5,6 km)
- Beedenbostel (6,7 km)
- Habighorst (7,0 km)
- Ahnsbeck (7,7 km)
- Eschede (7,9 km)
- Lachendorf (9,3 km)

## Geschiedenis en economie
De meeste dorpen in de huidige gemeente Eldingen ontstonden in de middeleeuwen. In de eerste helft van de 16e eeuw ging de bevolking  bij de Reformatie tot het evangelisch-lutherse geloof over. De streek wordt gekenmerkt door herenhuizen (Rittergüter), waarvan de bewoners de landerijen aan de boeren in de omgeving verpachtten. Een aantal van deze landgoederen bestaat nog. Met name het geslacht Von Hohnhorst heeft nog veel traditioneel grondbezit, ondergebracht in twee, niet voor het publiek toegankelijke, landgoederen. De bevolking had, tot en met de periode van het Derde Rijk, de reputatie, politiek rechts-conservatief te zijn. Na de Tweede Wereldoorlog groeide de bevolking van de gemeente tijdelijk door de instroom van Heimatvertriebene. Doordat de werkgelegenheid in de agrarische sector afnam, daalde de bevolking van de gemeente na ca. 1970 geleidelijk weer. 
De gemeente Eldingen is een economisch gezien weinig belangrijk, overwegend agrarisch gebied gebleven. Wel is er sedert rond 1990 sprake van een bescheiden toerisme, als gevolg van de fraaie omgeving en van enige bezienswaardigheden in de omstreken.

## Afbeeldingen

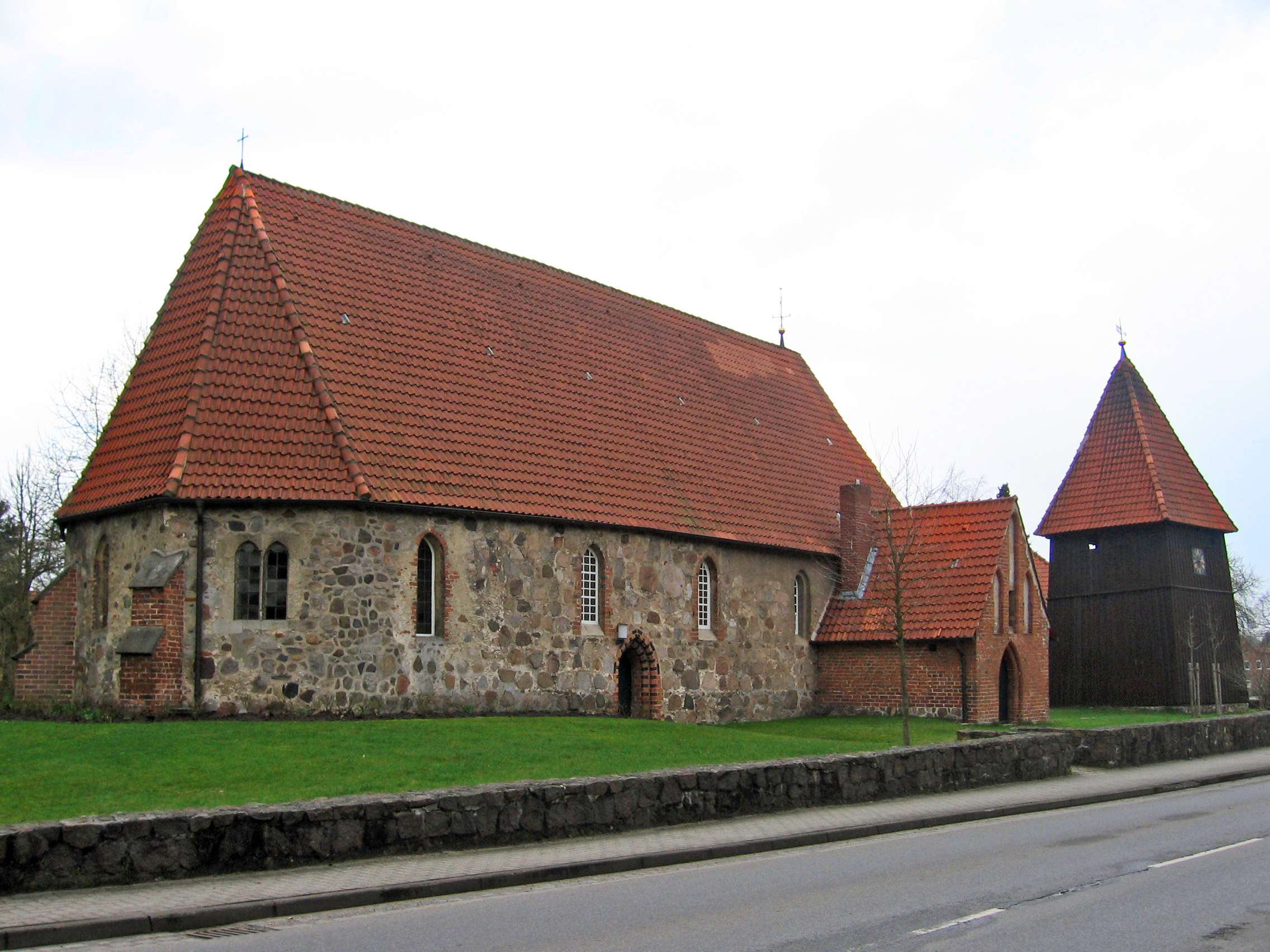
Mariakerk, Eldingen
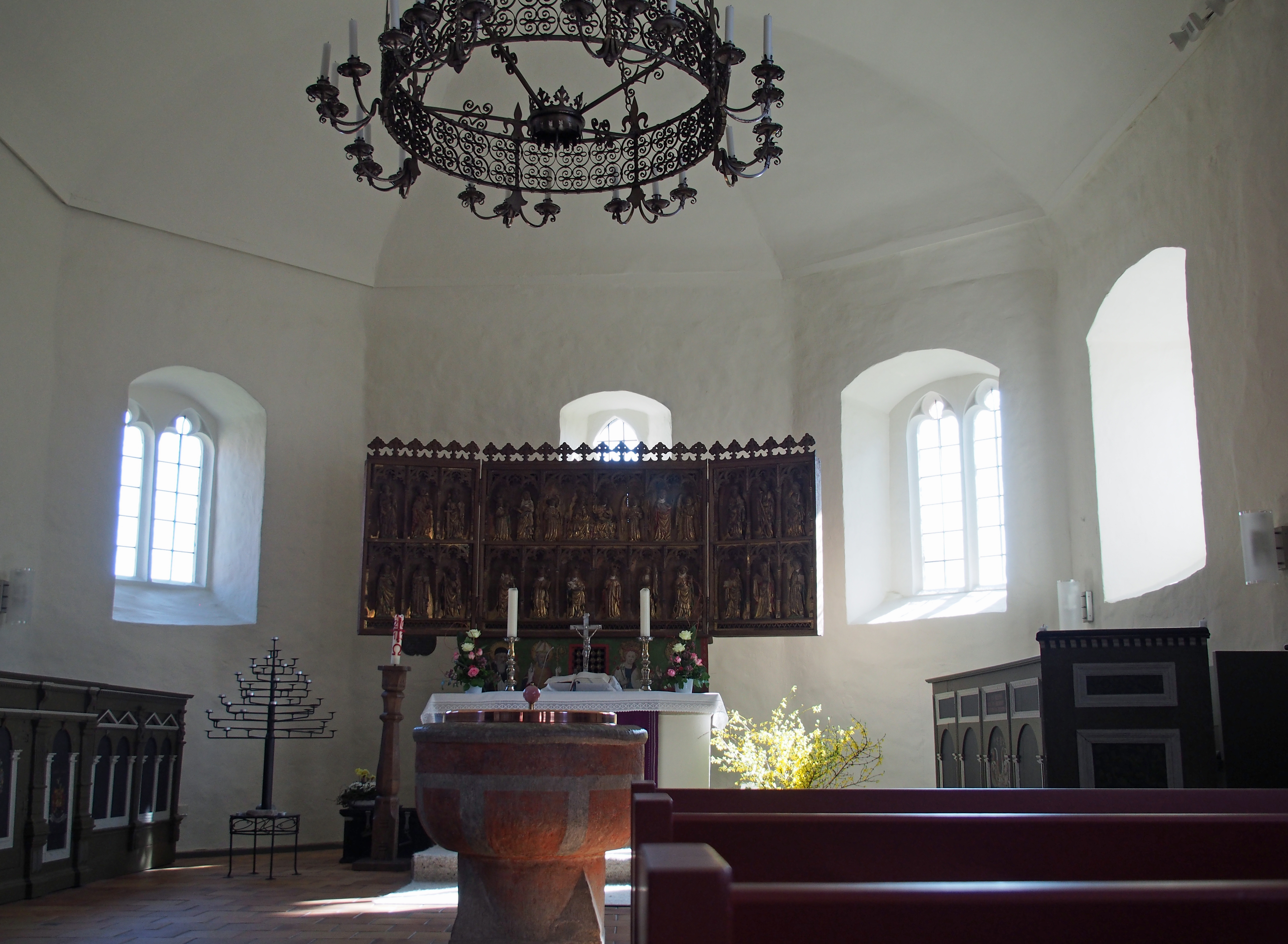
Interieur van deze kerk met hoogaltaar
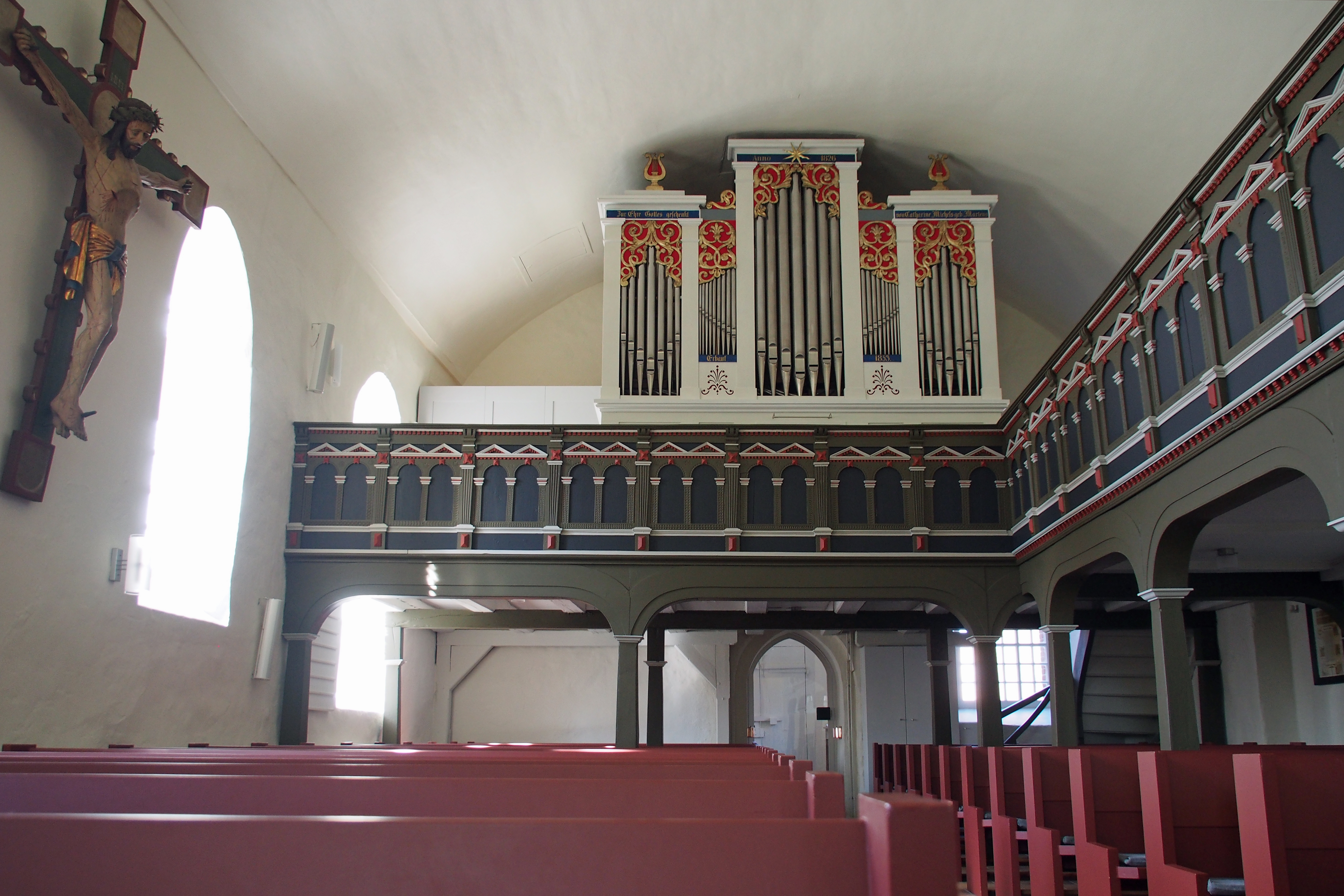
Crucifix en orgel in deze kerk
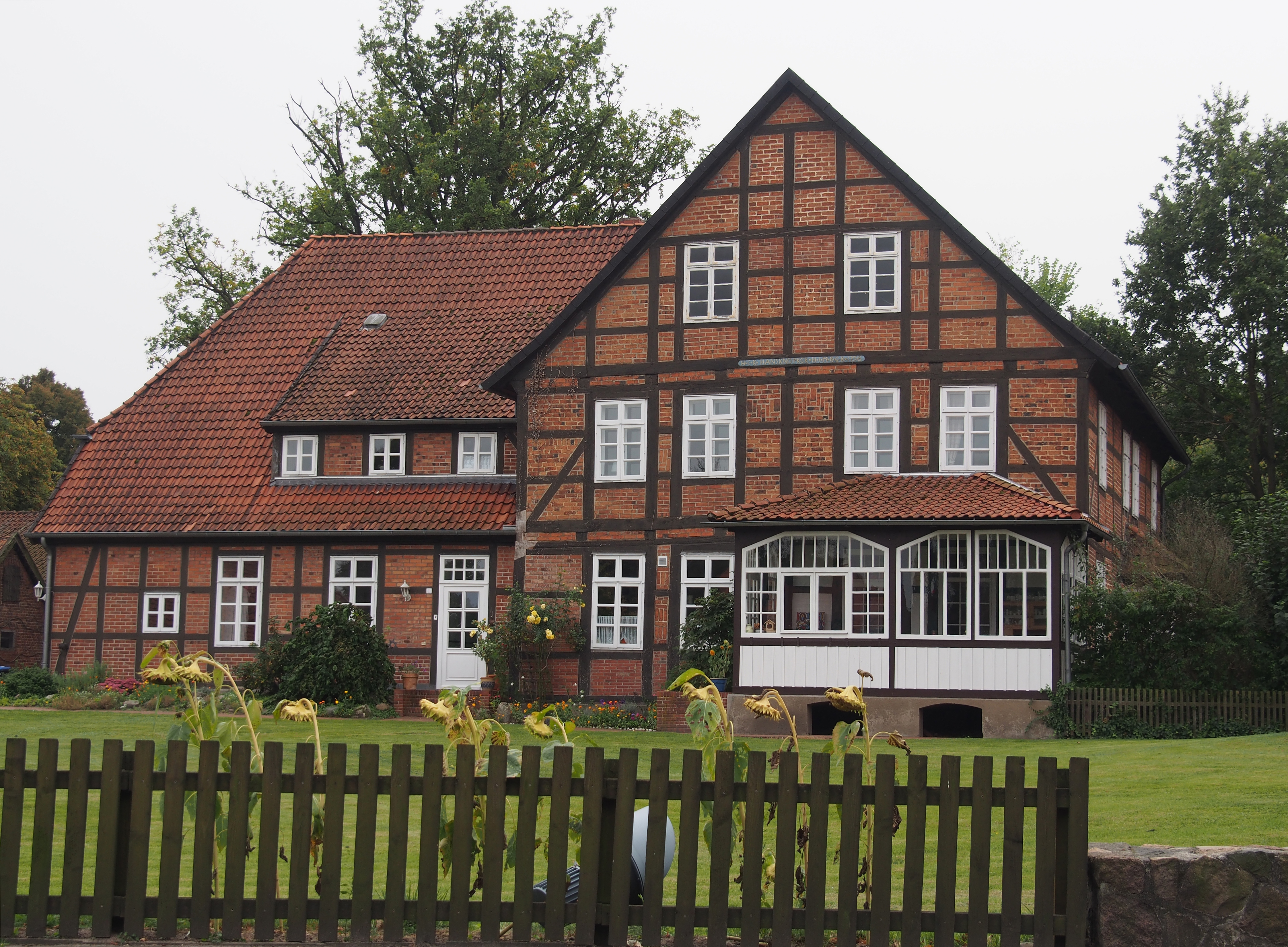
Pastorie
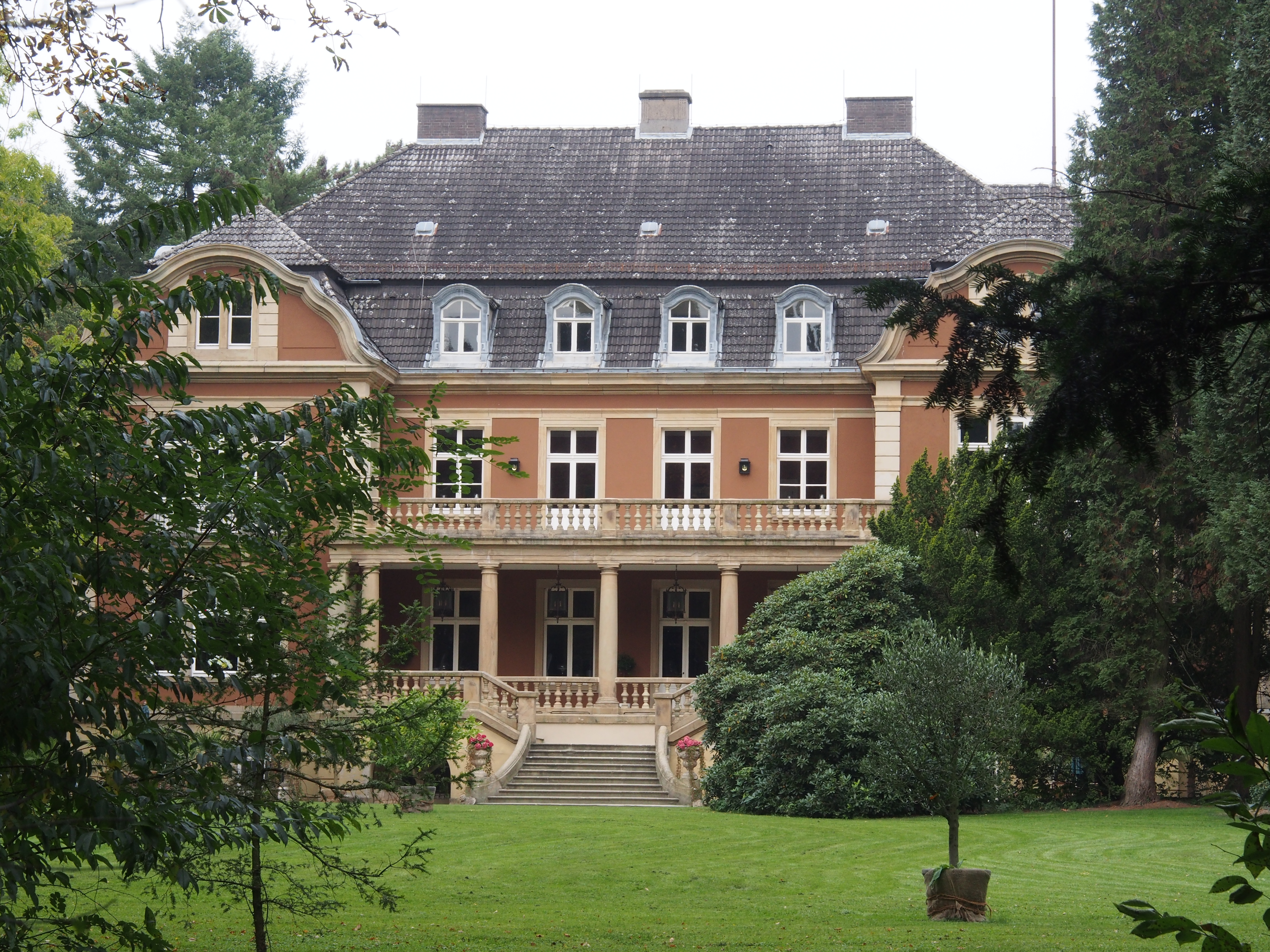
Het 20e-eeuwse kasteel Eldingen
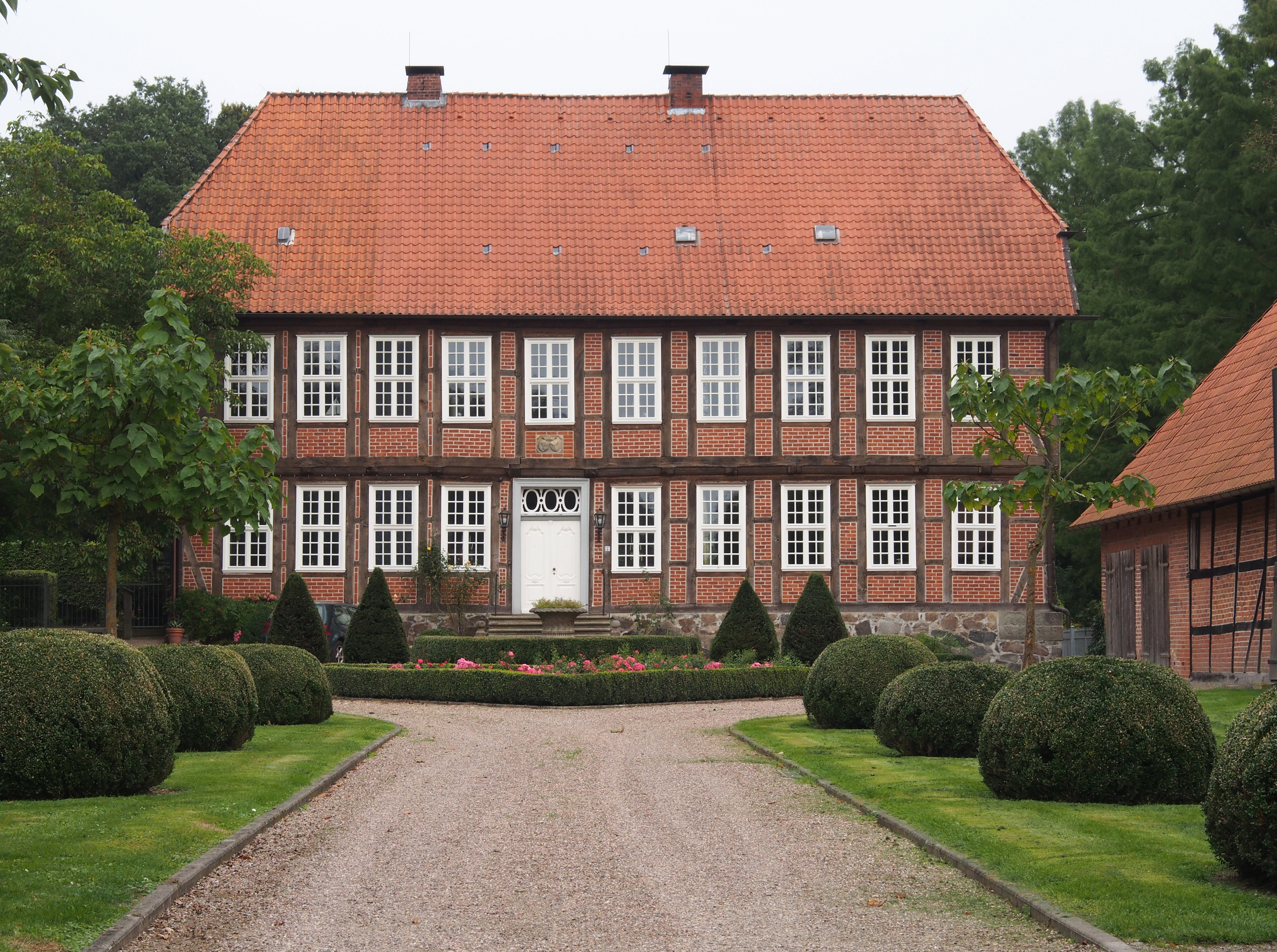
Nordgut te Eldingen van de adellijke familie Von Hohnhorst
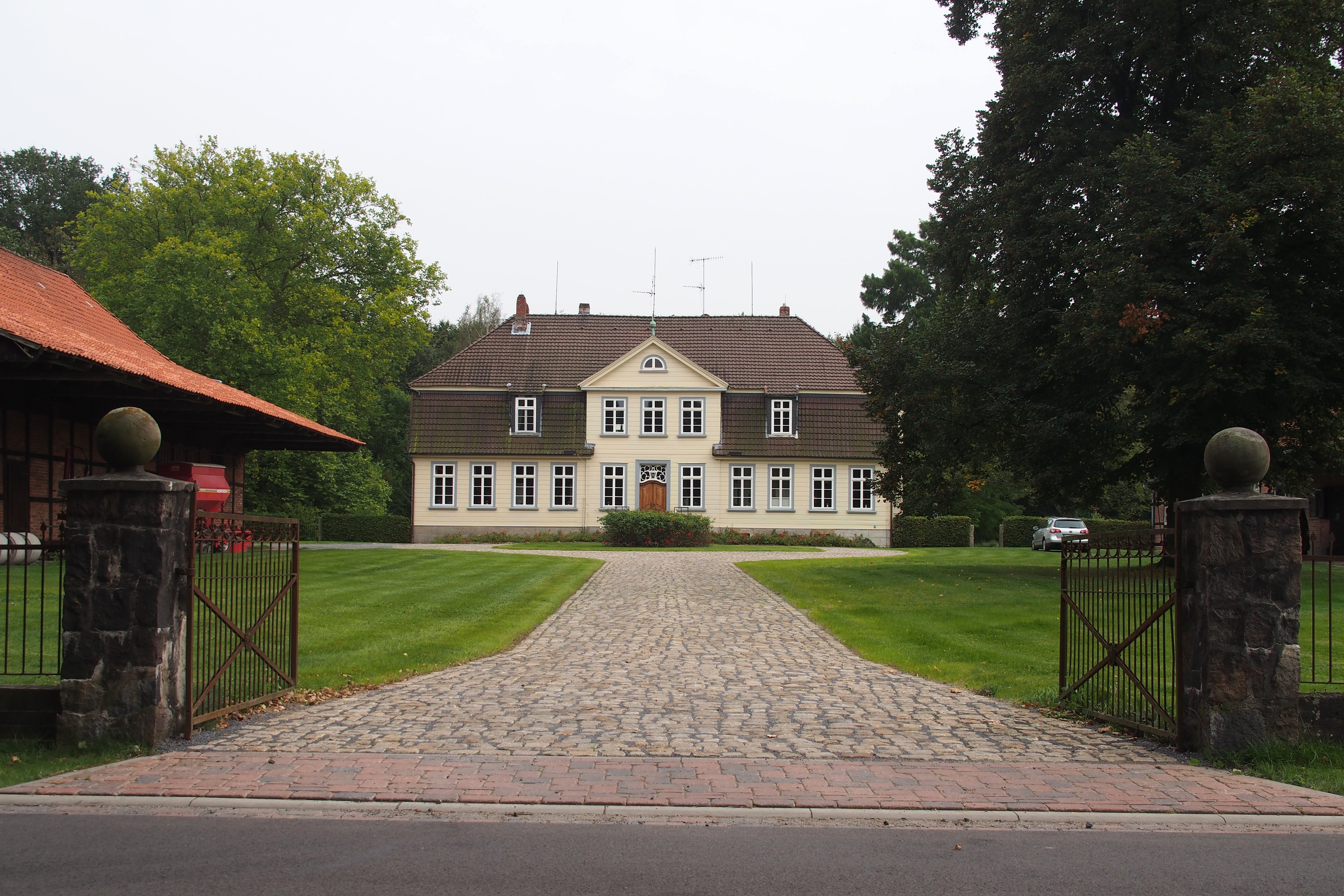
Südgut (zuidelijk landgoed), idem
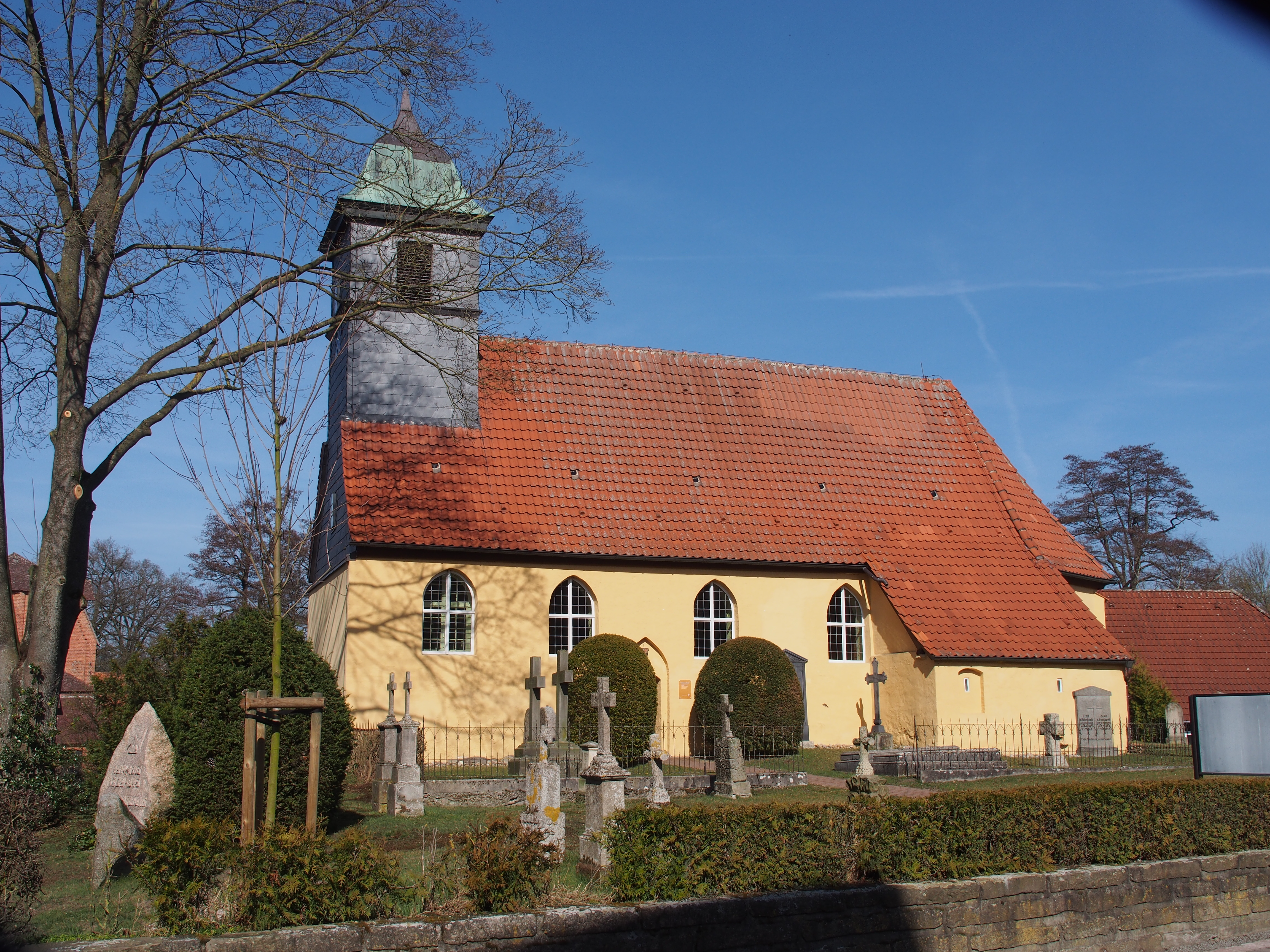
Kerkje te Hohnhorst (14e eeuw)
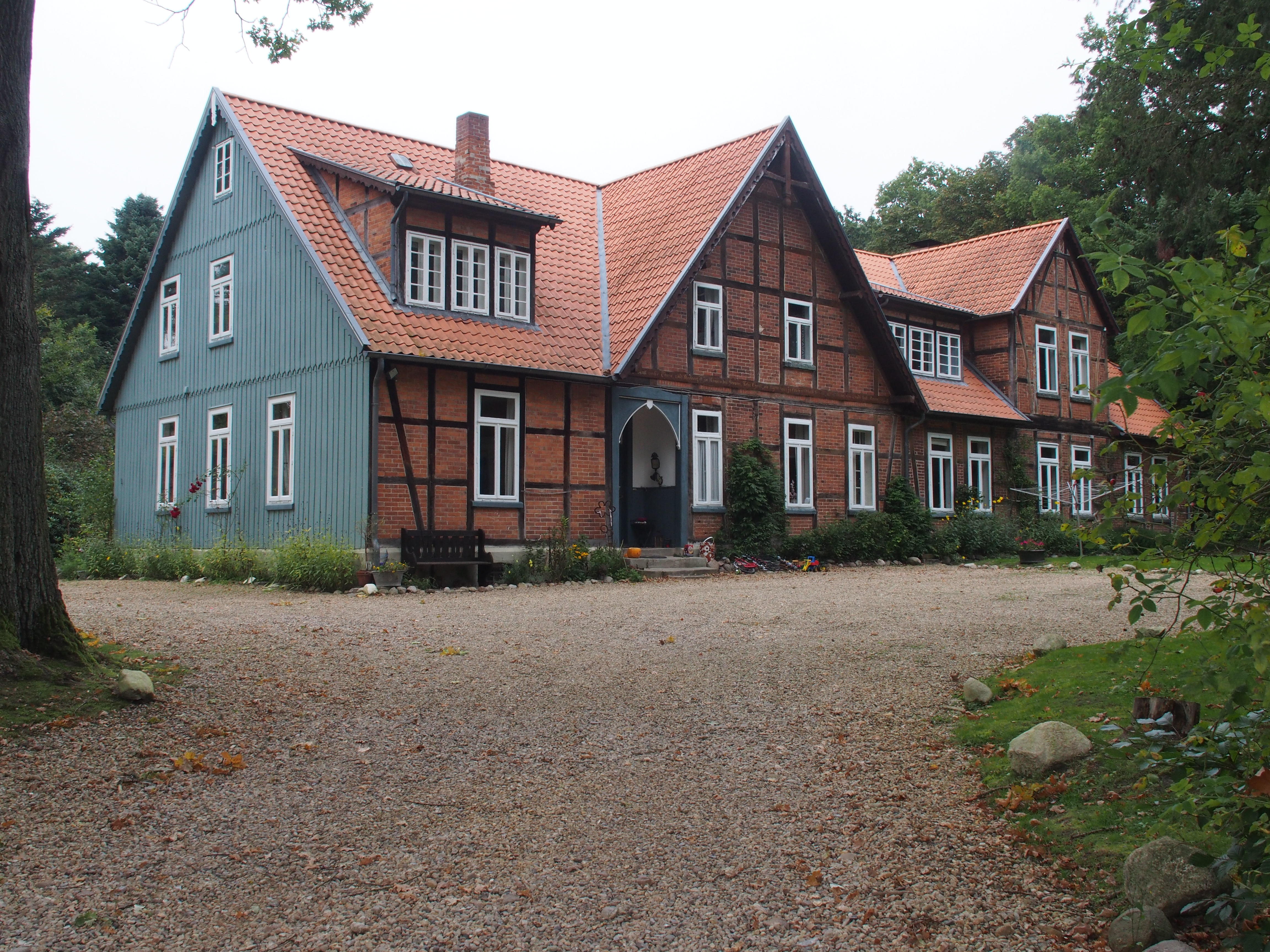
Herenhuis te Wohlenrode
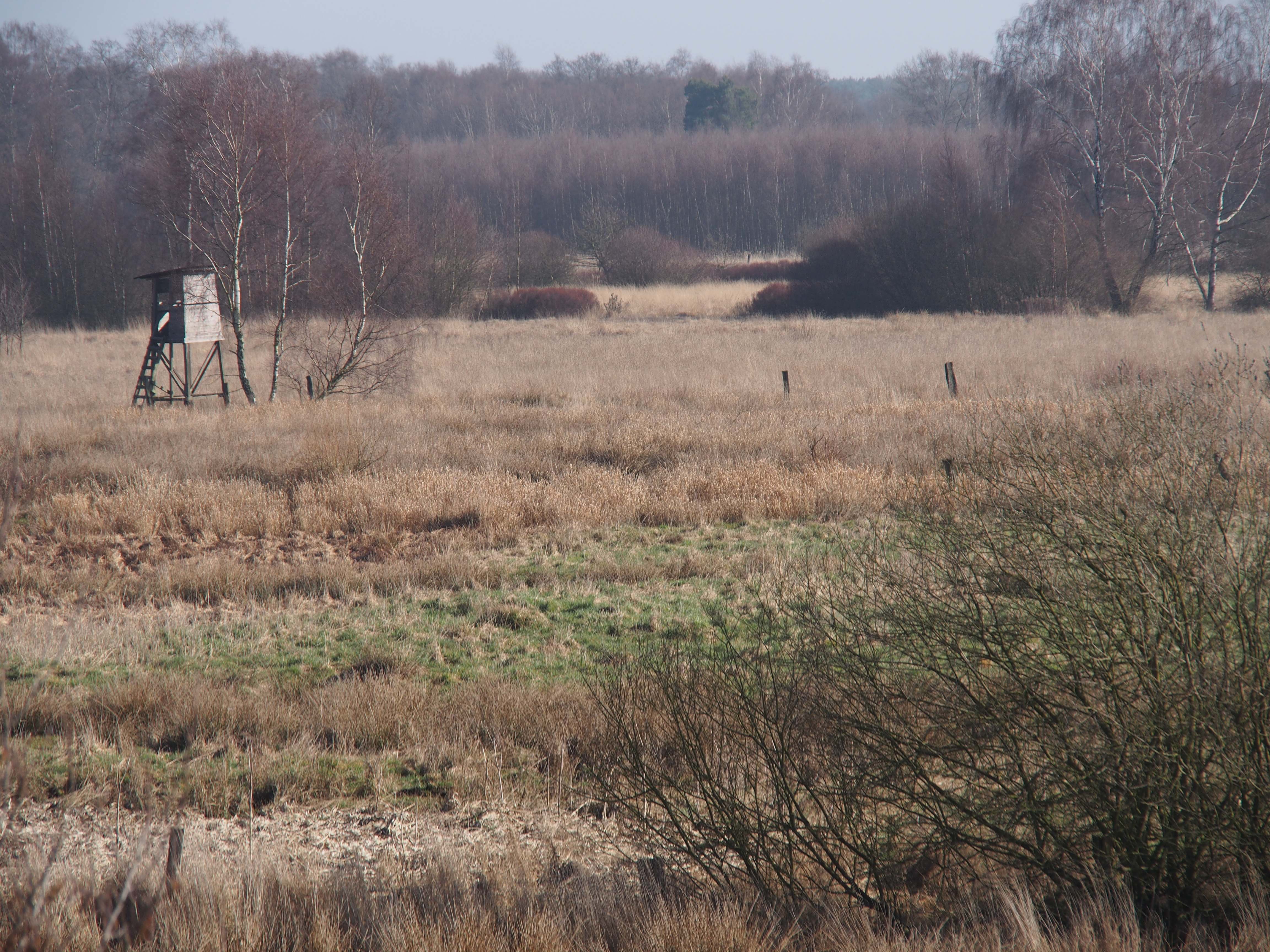
Veengebied bij Bargfeld in natuurreservaat Lutter

## Bezienswaardigheden, markante gebouwen, natuurschoon
- Het oude, gotische Maria-kerkje in het dorp Eldingen dateert uit de 14e eeuw, maar werd later, vooral in de 19e eeuw, ingrijpend gerenoveerd. Het interieur is zeer bezienswaardig. Kunsthistorisch belangrijk zijn onder andere het altaarstuk (houtsnijwerk, 1425) en het orgel (1853)[2]
- Het uit 1907 daterende Kasteel Eldingen is als trouwlocatie en congrescentrum in gebruik. Jaarlijks vindt er de chique woon-, sieraden- en designbeurs Winterträume plaats.
- Een deel van de gemeente ligt in het 2.435 hectare grote natuurreservaat Lutter. De Lutter, die door dit gebied stroomt, is een zijbeek van de Lachte, die weer een zijbeek is van de Aller. Het reservaat omvat verscheidene landschapstypen, zoals hoogveen, laagveen, ooibos, diverse  typen bos en grasland, enz.
- Arno-Schmidt-Museum (zie Bargfeld).

## Bekende inwoners
- Hermann von Boetticher (* 13 augustus 1887 in Eldingen; † omgebracht op 28 april 1941 in de nazi-'euthanasie'-instelling Sonnenstein, Saksen), Duits toneelschrijver, produceerde met name rond 1918 enige zeer succesvolle stukken, waaronder een tweedelig drama over de Pruisische koning Frederik de Grote (1917-1919). In 1925 werd bij hem schizofrenie gediagnosticeerd. Vanaf ca. 1930 verbleef hij permanent in psychiatrische ziekenhuizen. Hij werd slachtoffer van het nazi-euthanasieplan Aktion T4.
- Arno Schmidt (1914-1979), auteur, woonde van 1958 tot kort voor zijn dood te  Bargfeld